# Kometenmelodie 2
Kometenmelodie 2 (titolo internazionale: Comet Melody 2) è un singolo del gruppo musicale tedesco Kraftwerk, pubblicato nel 1974 come estratto dal quarto album in studio Autobahn.

## Descrizione
Kometenmelodie 2 vede l'uso (per la prima volta in una registrazione in studio escludendo il brano Autobahn) delle percussioni elettroniche a pads inventate dal gruppo, suonate da Wolfgang Flür.
Il singolo è stato pubblicato in Francia, Regno Unito e Stati Uniti, nel 1974. In Germania Ovest è stato invece pubblicato nell'agosto del 1975. Il singolo contiene differenti lati B, a seconda delle edizioni. L'edizione britannica, pubblicata su etichetta Vertigo con il titolo Comet Melody 2, vede come lato B il brano Kristallo proveniente dall'album Ralf & Florian. L'edizione francese (Vertigo), statunitense (Vertigo) e tedesca (Philips), contiene invece come lato B il brano Mitternacht. Esiste inoltre un'edizione statunitense promozionale contenente la stessa traccia, la title track, identica su entrambi i lati, ed una versione inglese avente come b-side Von Himmel Hoch, tratta dall'album di debutto.

## Tracce
Testi e musiche di Ralf Hütter e Florian Schneider.
7" – Vertigo (Francia, Germania, Stati Uniti)
1. Kometenmelodie 2 – 3:05
2. Mitternacht – 3:43

7" – Vertigo (Regno Unito)
1. Comet Melody 2 – 3:05
2. Kristallo – 6:20

7" promozionale – Vertigo (Stati Uniti)
1. Kometenmelodie 2 (Comet Melody 2) – 3:05
2. Kometenmelodie 2 (Comet Melody 2) – 3:05

7" – Vertigo (Regno Unito)
1. Kometenmelodie 2 – 2:50
2. Von Himmel Hoch (Comet Melody 2) – 2:51

## Formazione
Gruppo
- Ralf Hütter – elettronica, sintetizzatore, organo, pianoforte, chitarra, batteria elettronica
- Florian Schneider – elettronica, sintetizzatore, flauto traverso, batteria elettronica
- Wolfgang Flür – batteria elettronica

Produzione
- Ralf Hütter – produzione
- Florian Schneider – produzione
- Konrad Plank – registrazione al Kling Klang Studio, missaggio al Conny's Studio